# Žandov (Chlístovice)

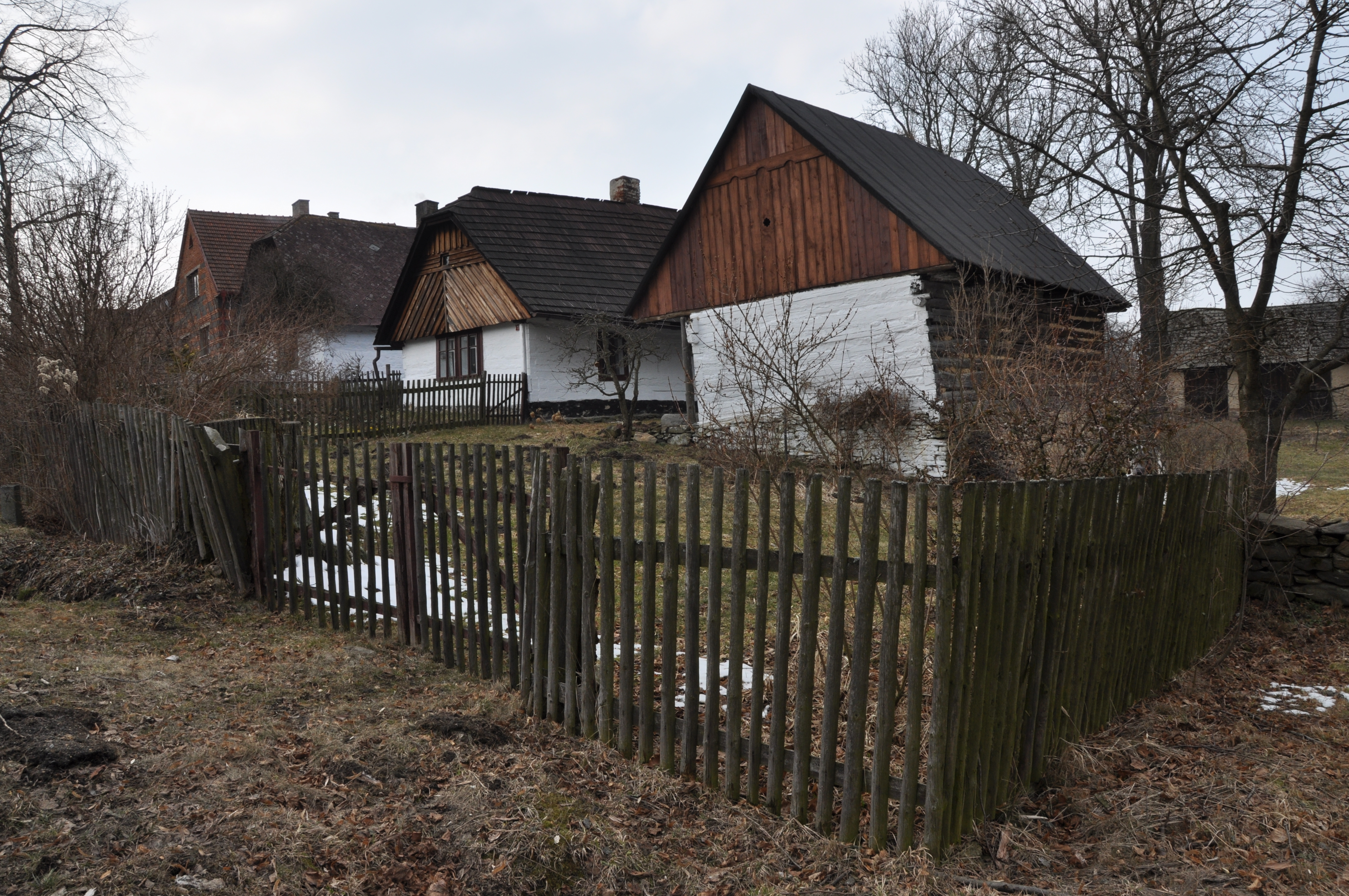
Denkmalgeschützte Chaluppe Nr. 5

Žandov (deutsch: Schandau) ist ein Ortsteil der tschechischen Gemeinde Chlístovice im Okres Kutná Hora. Das Dorf liegt fünf Kilometer südöstlich von Uhlířské Janovice.

## Geographie
Žandov befindet sich am Südostabfall des Berges Březina (Schandauer Berg, 555 m n.m.) in der Böhmisch-Mährischen Höhe. Im Ort entspringt der Bach Kraličský potok. Durch Žandov verläuft die Staatsstraße II/335 zwischen Uhlířské Janovice und Zbraslavice.
Nachbarorte sind Budy, Onomyšl und Samek im Norden, Nepoměřice, Kraličky und Kralice im Nordosten, Svatý Jan t. Krsovice im Osten, Pivnisko im Südosten, Kukle und Kamenná Lhota im Süden, Líšťany, Stará Huť, Staré Nespeřice, Podmoky und Kochánov im Südwesten, Sudějov im Westen sowie Uhlířské Janovice und Rašovice im Nordwesten.

## Geschichte
Die erste schriftliche Erwähnung des Dorfes erfolgte im Jahre 1318 als Teil der Herrschaft Zbraslavice.
Im Jahre 1840 bestand das zum Gut Inditz (Jindice) untertänige Dorf Schandau aus 50 Häusern, in denen 362 Personen, darunter eine jüdische Familie, lebten. Im Ort gab es einen obrigkeitlichen Meierhof, eine dominikale Schäferei und ein Wirtshaus. Pfarrort war St. Anna.
Nach der Aufhebung der Patrimonialherrschaften bildete Žandov mit dem Ortsteil Pivnisko eine Gemeinde im Gerichtsbezirk Kohljanowitz, Caslaver Kreis. Ab 1868 gehörte die Gemeinde zum Bezirk Kuttenberg. In der zweiten Hälfte des 19. Jahrhunderts wurde der Hof Žandov an die Grundherrschaft Červené Pečky angeschlossen, letzter Grundherr war Theodor Karl August Freiherr Hruby-Geleny.
1961 wurde Žandov nach Kralice eingemeindet, seit 1985 ist das Dorf Teil der Gemeinde Chlístovice. Am 3. März 1991 hatte der Ort 82 Einwohner, beim Zensus von 2001 lebten in den 50 Wohnhäusern von Žandov 85 Personen.
In den Jahren 2000–2001 entstand der Aussichts- und Telekommunikationsturm Březina.

## Ortsgliederung
Der Katastralbezirk Žandov umfasst die Ortsteile Pivnisko und Žandov.

## Sehenswürdigkeiten
- denkmalgeschütztes Gehöft Nr. 41
- Denkmalgeschützte Chaluppe Nr. 5
- Aussichtsturm Březina